# Gustav Schmischke
Gustav Hermann Schmischke (* 19. Dezember 1883 in Reichertswalde; Todesdaten nicht bekannt) war ein deutscher Arzt, Ärztefunktionär und Gauleiter der NSDAP.
Nach Besuch der Volksschule und des Gymnasiums absolvierte er ein Studium der Medizin, das er als Dr. med. abschloss. 1913 erfolgte die Niederlassung als Allgemeinpraktiker.
1925 trat er in die NSDAP ein und am 16. Juli 1925 wurde er mit der Führung des Gaues Anhalt beauftragt. Nachdem es Differenzen innerhalb der Dessauer Ortsgruppe gegeben hatte, bat er am 28. Februar 1927 um Entlassung, dem zum 1. April 1927 (wegen Überlastung im Amt) entsprochen wurde. Sein Nachfolger wurden dann Paul Hofmann bzw. Wilhelm Friedrich Loeper. 
1940 war Gustav Schmischke Gauobmann der Gaugeschäftsstelle des NSD-Ärztebundes im NSDAP-Gau Magdeburg-Anhalt.
1942 wird sein Name nochmals genannt. Er war zu dem Zeitpunkt Leiter des Gauamtes für Volksgesundheit im Gau Magdeburg-Anhalt, später (1947) „Persilschreiber“ für Willi Enke. Sein weiteres Schicksal ist nicht bekannt.